# Hanky Panky
"Hanky Panky" é uma canção da artista musical estadunidense Madonna, contida em sua trilha sonora I'm Breathless (1990), Foi lançado como o segundo e último single do álbum nos Estados Unidos em 28 de junho de 1990, pelas empresas Sire e Warner Bros. Records. Na Europa e na Austrália, foi colocado à venda dois dias depois, enquanto no Japão, em 25 de julho do mesmo ano. Composta e produzida por Madonna e Patrick Leonard, foi desenvolvida com base em uma cena do filme Dick Tracy, em que uma mulher fala sobre os prazeres de receber uma surra de seu parceiro. Interpretada quase como um número cômico, é uma música de jazz e swing com uma linha de baixo que muda a chave do refrão. Por causa de suas letras, causou polêmica na Irlanda depois que duas organizações de mulheres acusaram a cantora de glorificar a violência contra as mulheres , chamando-a de "extremamente perigosa" e "extremamente prejudicial"; Pouco tempo depois, a artista esclareceu que as letras eram compostas como uma piada.
No geral, ele recebeu comentários positivos de críticos de música e jornalistas; A maioria das críticas se concentrou nas letras, classificadas como "ousadas". Do ponto de vista comercial, ele alcançou o topo na Finlândia e estava entre os dez primeiros na Irlanda, Itália e Reino Unido. Nos Estados Unidos, embora tenha sido inicialmente colocada na lista negra de algumas estações de rádio por causa do conteúdo de suas letras, alcançou a décima posição na Billboard Hot 100 e recebeu uma certificação de ouro pela Recording Industry Association of America ( RIAA). Madonna incluiu "Hanky Panky" no repertório de duas de suas turnês mundiais: na Blond Ambition World Tour de 1990 e catorze anos depois na Re-Invention World Tour de 2004. Desde a seu lançamento, várias bandas apresentaram versões da música, que foram incluídas nos álbuns de homenagem a Madonna. Além disso, a atriz Alicia Witt a interpretou em um episódio da série Ally McBeal, que foi ao ar em maio de 2000.

## Antecedentes e lançamento
Em 1990, Madonna fez parte do filme Dick Tracy e representou o personagem de Breathless Mahoney, com Warren Beatty, seu então namorado, como protagonista. Terminada a filmagem, a cantora começou a trabalhar na trilha sonora. Anteriormente, ele havia gravado três faixas compostas por Stephen Sondheim para o filme — "Sooner or Later", "More" e "What Can You Lose" — que seriam adicionadas ao álbum, mas ele também teve que criar e desenvolver outras nove em um estilo semelhante para os anteriores. Madonna produziu todas as músicas do material, incluindo as de Sondheim, e comentou: "Quero que as pessoas me vejam como atriz de comédia musical. É disso que trata o álbum, para mim. É um trecho. Não apenas música pop, mas músicas que têm uma sensação diferente, uma sensação teatral".
A intérprete recrutou Patrick Leonard e o engenheiro Bill Bottrell para trabalhar no projeto; Juntamente com o primeiro, eles trabalharam para criar músicas que seguiam o estilo e a produção do filme, localizado nos dias da equipe de pesquisa do Los Intocables. "Hanky Panky" foi composto e produzido por Madonna e Leonard e lançado nos Estados Unidos como o segundo e último single de I'm Breathless em 28 de junho de 1990. Na Europa e na Austrália, dois foram lançados dias depois, e no Japão em 25 de julho do mesmo ano. A capa foi feita pelo Patrick Demarchelier e Jeri Heiden que a desenharam a carictura.

## Gravação e composição
"Hanky Panky" foi gravado nos estúdios Johnny Yuma Recording e Ocean Way em Los Angeles, Califórnia, durante as três semanas programadas em que todo o projeto foi desenvolvido. Entre os músicos que participaram da gravação estão Leonard no teclados, Jeff Porcaro na bateria, Guy Pratt no baixo e Donna De Lory, Niki Haris e Ndea Davenport no coros.. A letra trata de temas sadomasoquistas e concentra-se em uma garota que celebra os prazeres de uma "boa surra". Interpretada quase como um número de quadrinhos, e é inspirado por uma linha do filme, onde Breathless diz a Tracy: "Você não sei se vai me bater. Ou me beijar". A faixa tem uma falsa introdução e lentamente começa com um de piano, mas depois de alguns momentos muda para uma sonoridade jazz e swing, com uma linha de baixo que vão desde a clave no coro. De acordo com nota publicada no Musicnotes.com por EMI Music Publishing, é definida em um compasso de tempo de 04.04, um ritmo "Moderadamente lento" de 70 batimentos por minuto. É composta no tom de ré menor e o registro vocal de Madonna se estende das notas de si♭3 a ré5 Segue a progressão harmônica de  re menor-do-si menor-lá7 para o início e, em seguida, muda para ré menor-lá-si♭9-lá7-ré menor-dó quando o swing se inicia. Durante uma entrevista à revista Rolling Stone, Madonna explicou:
O caso da palmada começou porque eu pensei que minha personagem em Dick Tracy gostava de receber alguns golpes e é por isso que ela anda com pessoas como Al Pacino. Warren [Beatty] me perguntou se eu poderia escrever algumas músicas, uma delas, "Hanky Panky", que era sobre isso. Eu cantei "não há nada como uma boa surra" e no meio [da música] "Oh, minha bunda dói só de pensar nisso". Quando ele saiu, todo mundo começou a perguntar "você gosta mesmo de apanhar?" E eu disse "sim, eu gosto".
A cantora teve que mitigar algumas das letras sugestivas para agradar os diretores da Disney, a produtora de Dick Tracy. Na Irlanda, a música era controversa depois que duas organizações em defesa da mulher a acusaram de glorificar a violência contra as mulheres, especificamente na linha "Vou me contentar com as suas mãos nas costas"; um dos grupos, o Conselho Nacional da Mulher da Irlanda o classificou como "extremamente perigoso", enquanto o outro, a Federação de Ajuda à Mulher da Inglaterra, o descreveu como "extremamente prejudicial". Embora no início ele tenha aprovado a ideia de "receber palmadas, desde que não sejam excessivas" – ela admitiu ser seu hobby no The Arsenio Hall Show – mais tarde, Madonna retratou o assunto e explicou que as letras eram compostas como uma piada e ela acreditava que, em vez disso, seu personagem Breathless Mahoney gostava de receber palmadas. Além disso, ela acrescentou que deveria ser óbvio que o assunto era cômico, pois ela pensava que sua imagem era mais uma pessoa dominante que assumiu o cargo, ao contrário da descrição da música.

## Análise da crítica

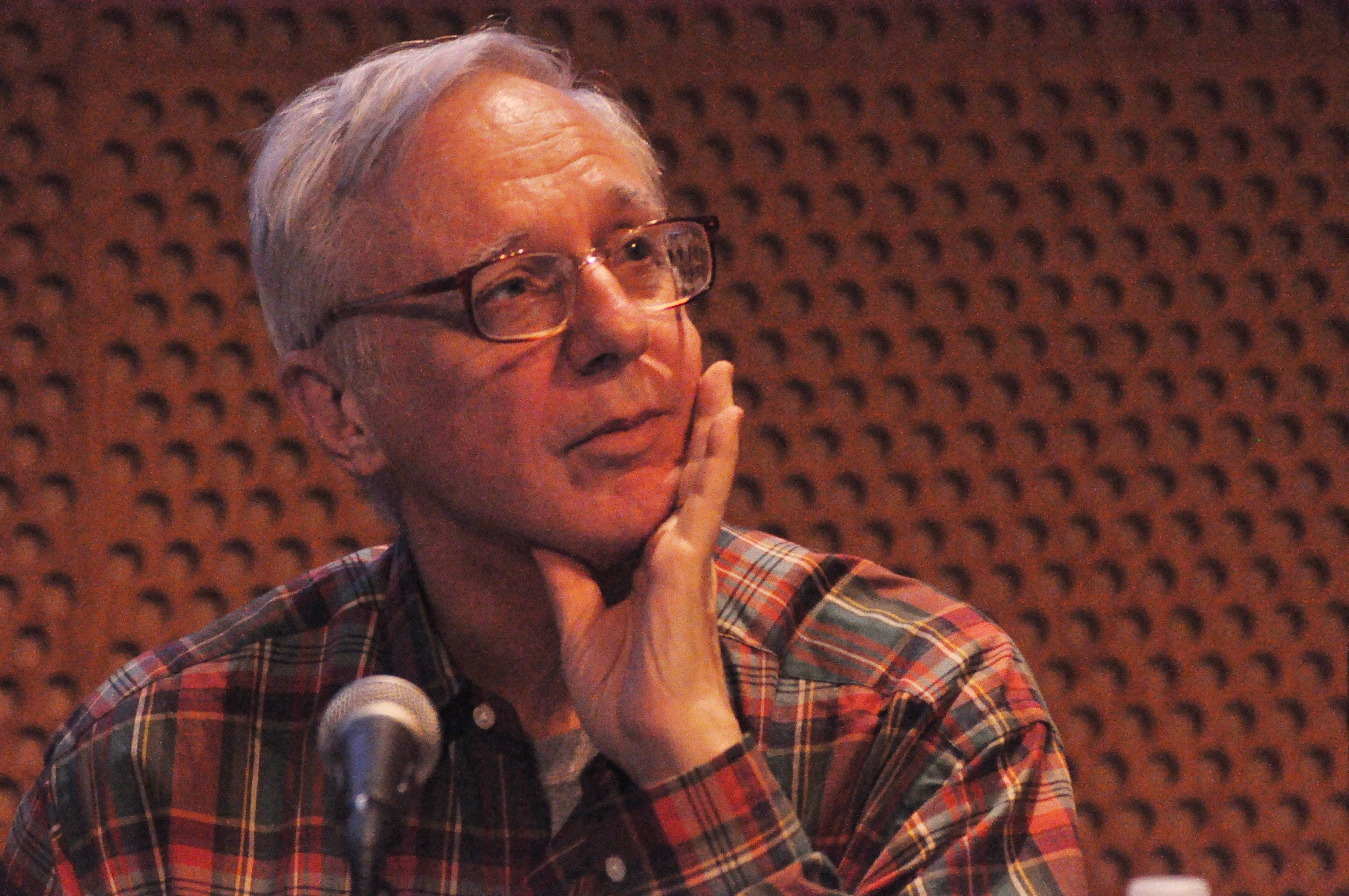
O crítico de música Robert Christgau considerou "Hanky Panky" como uma das melhores músicas de I'm Breathless.

Em termos gerais, "Hanky Panky" recebeu análises favoráveis de críticos de música e jornalistas. J. Randy Taraborrelli , em seu livro Madonna: An Intimate Biography, comentou que o "esmagador "Hanky Panky" soa simplesmente como um brinquedo inocente [e] tolo até você perceber o que acontece com ele, e é sobre ... ( "O passatempo favorito de Warren") ... ser chicoteada!". Ele também sentiu que a intérprete cantava com muita autoridade. O académico Georges Claude Guilbert, autor de Madonna as Postmodern Myth, chamou-o de um "hino no caminho para a palmada". Quanto ao seu ritmo, Leo Tassoni, em sua biografia de Madonna, enfatizou que era "simples, rápido e dançante". Stephen Thomas Erlewine, em sua revisão para o I'm Breathless para o Allmusic, descreveu a faixa como "um sucesso carregado de duplo sentido" e o crítico musical Robert Christgau destacou como um dos melhores da trilha sonora; Ele mencionou que era uma "faixa de época falsa", mas elogiou seu som "ousado e BDSM". Mark Coleman, a revista Rolling Stone, escreveu que a música, junto com "Cry Baby" e "I'm Going Bananas", era uma das "melodias com um som mais legítimo e confiante, sem deixar vestígios de música disco" no álbum. Ele também observou que "apenas os títulos evocam visões dos números elaborados da turnê de verão de Madonna". Dave Tianen, do The Milwaukee Sentinel, destacou que um aspecto constante disso é que, mesmo quando você retrocede no tempo, "ainda é travesso", disse que "Hanky Panky" é uma das poucas melodias pop que explora o valor do entretenimento erótico em uma boa palmada". Peter B. King, da Pittsburgh Press, comentou que tinha um certo estilo de boogie-woogie e chamou de "bastante engraçado". Embora acreditasse que o conteúdo certamente receberia "críticas", ele defendeu a cantora dizendo que já havia cantado sobre essas questões há anos.
Um problema constante nas críticas foi a letra da música. Assim, Sal Cinquemani, da revista online Slant, achou "ousado" e declarou que tocava em temas que Madonna mais tarde exploraria mais explicitamente na década de 1990. Da mesma forma, Rupert Till, no Pop Cult: Religion and Popular Music, observou que as letras não eram nada comparadas ao que se seguiria. Katherine e Justin A. Williams, autores do The Cambridge Companion to the Singer-Songwriter, observaram que ele mostrava um novo espaço sobre sexualidade e corpos. O site Pop Rescue compartilhou essa opinião e definiu a faixa como "alegre, ousada e, embora francamente, um pouco ruim, deu a Madonna e Patrick Leonard outro sucesso". As letras da faixa também foram descritas como "ousadas" por um editor da Billboard, em sua lista dos melhores e piores álbuns da artista, e por Bill Lamb, do About.com, que também reconheceu que era o single "chave" de I'm Breathless. Enquanto isso, Greg Sandow da Entertainment Weekly, disse que era um "delicioso desafio à censura" e da equipe editorial da People considerou um hino à perversão. Stephen Holden do New York Times, descreveu como um "big band do blues no qual Madonna aprova as nadegas sexuais [...] uma tentativa calculada de escândalo". Ray Boren, da Deseret News, observou que a cantora se torna "travessa" em "Hanky Panky" e a comparou com "Makin' Whoopee" (1928) de Eddie Cantor.
Barry Walters, da Wondering Sound, mencionou que "Hanky Panky" e "Something to Remember", incluídos na trilha sonora, "dariam números perfeitos em Glee". No entanto, alguns críticos não ficaram satisfeitos com o resultado, por isso tiveram comentários variados e negativos. Entre eles, Michael R. Smith, do The Daily Vault, chamou a letra de "palavrão"; Royal S. Brown, da  Film Musings: A Selected Anthology from Fanfare Magazine, foi mais crítico, pois considerou "ridículo"; e Maury Dean, no Rock and Roll: Gold Rush , chamou de "superficial". Martin Charles Strong e Brendon Griffin, autores de Lights, Camera, Soundtracks: The Ultimate Guide to Popular Music in the Movies, também não ficaram satisfeitos e mencionaram que era "arriscado e irritante". Finalmente, John Alroy e David Bertrand, no site da Wilson & Alroy's Record Reviews, concordaram que era a música mais chata sobre palmada que eles poderiam imaginar.
Desde o seu lançamento, "Hanky Panky" apareceu em várias listas das melhores músicas de Madonna. Assim, Keith Caulfield, nos 40 maiores sucessos da cantora pela  Billboard, a incluiu na 36ª posição e, embora ela achasse que era uma "pequena canção boba sobre ter uma boa surra", ela reconheceu seu tom "cativante". Em homenagem ao 53º aniversário de Madonna, Mark Graham, do VH1, criou suas 53 melhores músicas, e "Hanky Panky" ficou em 51 anos. Matthew Jacobs, do Huffington Post, ele o colocou no número 53 de "O Ranking Definitivo dos Singles de Madonna" e elogiou seu estilo de swing dos anos 50; Embora ele tenha percebido que a letra era "mais burra do que deveria ser", ele observou que "o ritmo fabuloso se recusa a deixar seus sapatos de dança acumularem poeira". A mesma publicação o colocou no quinto lugar das 13 canções mais subestimadas; a autora do artigo, a drag queen e o comediante Pandora Boxx, parabenizou a "fusão de sons vintage dos anos 30 e pop dos anos 90", embora ela tenha assumido que seu conteúdo "escandaloso" era a razão pela qual não era um sucesso comercial. Finalmente, Matthew Rettenmund, autor da Encyclopedia Madonnica, colocado na posição 212 do escalão "percepção imaculada" sobre 221 canções gravadas pela cantora até 2013.

## Apresentações ao vivo e versões de outros artistas

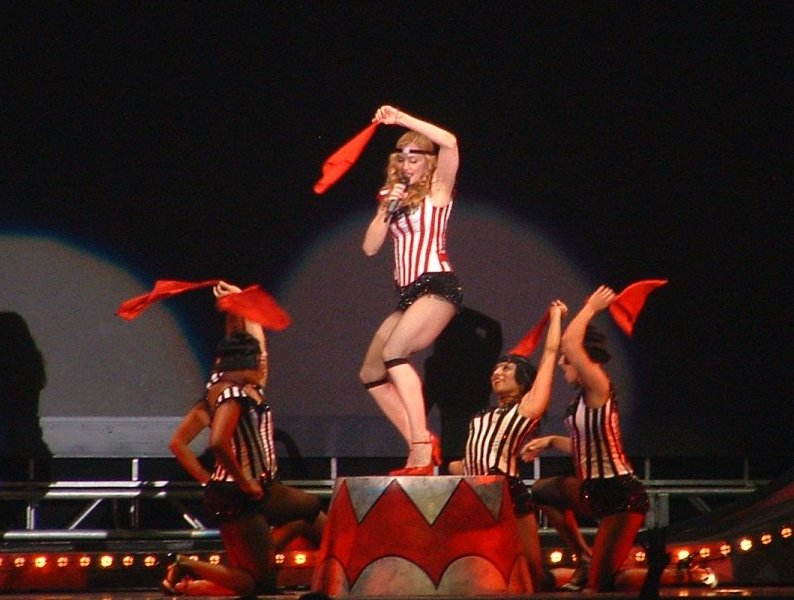
Madonna e suas dançarinas performando "Hanky Panky" durante um dos shows da Re-Invention World Tour (2004).

Madonna tocou "Hanky Panky" pela primeira vez na Blond Ambition World Tour de 1990. Na apresentação, ela usava um espartilho listrado verde e branco em estilo vaudeville e atuava como cantora de boate em frente a um microfone. No final, ela brincou: "Todo mundo conhece os prazeres de uma boa surra, certo? [...] quando magoei as pessoas, me sinto melhor, entende o que eu quero dizer?. No que diz respeito à "promoção descarada" de Dick Tracy neste segmento, o autor Lucy O'Brien disse que "com sua fantasia para a expressão artística, Madonna sempre teve um olho para o último centavo, [ mas] a seção de Dick Tracyé a parte menos dinâmica do concerto". Na mesma linha, Richard Harrington, em sua crítica ao  Washington Post, mencionou que a performance "foi tão boba e insignificante na produção do concerto quanto na composição e na gravação". Há duas apresentações diferentes: nos álbuns de vídeo Blond Ambition - Japan Tour 90, gravados em Yokohama, Japão, em 27 de abril de 1990, 77 e no Blond Ambition World Tour Live, filmado em Nice , França, em 5 de agosto do mesmo ano.
Quatorze anos depois, ele o incluiu no repertório da Re-Invention World Tour (2004); Nesta ocasião, a apresentação teve um tema de cabaré. Ela apareceu no palco vestido com um traje de circo, que consistia em calça preta e um bustiê; Esse conjunto se assemelhava ao usado na vida dos flapper durante a década de 1920, em listras brancas e vermelhas. A resposta crítica foi positiva: em suas críticas ao primeiro show da turnê, realizado em Los Angeles, Elizabeth Smith, do New York Post, chamou a performance de "estonteante [e] divertida", enquanto Corey Moss, da MTV, "alegre". Sean Piccoli, do Sun-Sentinel, elogiou a capacidade da cantora 'assistir o humor da mulher fatal em "Hanky Panky" – um momento de Bette Midler, se Madonna já teve um".
Após seu lançamento, vários artistas apresentaram uma versão cover de "Hanky Panky", especialmente para álbuns de homenagem a cantora. Por exemplo, a banda alternativa e independente Killer Nannies In America gravou a música para o álbum The Material Girl: A Tribute to Madonna (2000), e The Klone Orchestra o fez para Material Girls - A Tribute to Madonna (2003). Outros artistas que gravaram um cover da faixa incluem Danny Dean e The Homewreckers para o álbum Immaculate Deception: A Tribute to Music of Madonna (2004), Strike a Pose em A Tribute To Madonna Vol 2 (2009), agrupando Material Girls orquestra em 2010 e em 2011. Em maio de 2000, a atriz Alicia Witt cantou a música no último episódio da terceira temporada da série Ally McBeal, intitulada "The Musical, Almost".

## Lista de faixas e formatos
| Cassete / Single de 7" |                                 |         |  |
| N.º                    | Título                          | Duração |  |
| 1.                     | "Hanky Panky" (versão do álbum) | 3:57    |  |
| 2.                     | "More" (versão do álbum)        | 4:56    |  |

| Maxi single de 12" / CD single |                                       |         |  |
| N.º                            | Título                                | Duração |  |
| 1.                             | "Hanky Panky" (Bare Bones Single Mix) | 3:52    |  |
| 2.                             | "Hanky Panky" (Bare Bottom 12" Mix)   | 6:36    |  |
| 3.                             | "More" (versão do álbum)              | 4:56    |  |

## Créditos e equipe
| - Madonna – escritora, vocal, produtora - Patrick Leonard – escritor, produtor, teclados - Jeff Porcaro – bateria - Guy Pratt – baixo - Donna De Lory – vocais de apoio | - Niki Haris – vocais de apoio - N'Dea Davenport – vocais de apoio - Kevin McGuilbert – remix e produção adicional - Patrick Demarchelier – fotógrafo de capa - Jeri Heiden – designer |

Créditos adaptados das notas principais do álbum.

## Recepção comercial
Após seu lançamento, "Hanky Panky" foi inicialmente colocado na lista negra de algumas estações de rádio estadunidenses devido a objeções públicas ao conteúdo da letra. Mesmo assim, ele entrou na 40ª posição na Billboard Hot 100 em 30 de junho de 1990, enquanto "Vogue", o single anterior de I'm Breathless, desceu dos dez primeiros. Um mês depois, ele alcançou a décima posição, tornando-o seu 20º single da cantora entre os dez primeiros e permaneceu onze semanas na tabela. A Recording Industry Association of America (RIAA) o certificou com ouro pela venda de 500,000 exemplares no país. No Canadá, a faixa entrou na 92ª posição da contagem da RPM em 7 de julho de 1990 e atingiu dezoito em 1º de setembro; obteve um total de treze edições.
Na Europa, a música obteve uma recepção positiva em alguns países como a Irlanda e Itália, onde obteve o terceiro e o quarto lugar, respectivamente. No Reino Unido, que estreou em quatorze do UK Singles Chart na edição de 21 Julho de 1990 e, depois de duas edições, alcançou dois. Ele passou nove semanas no total e a British Phonographic Industry (BPI) concedeu uma certificação de prata depois de ter vendido 200 000 unidades; em outubro de 2010 excedeu 210.000, de acordo com a Official Charts Company e, em março de 2015, tornou-se o 29º single de maior sucesso da cantora naquele país. Em outros mercados europeus, ocuparam os primeiros trinta na Alemanha, Áustria, Bélgica, Países Baixos e Suíça.
Na contagem oficial da Austrália, ele entrou na décima oitava posição em 29 de julho; três semanas depois, ele alcançou o sexto e permaneceu lá quatorze dias, enquanto no total quinze semanas. Na lista anual de 1990 situou-se em quarenta e cinco. Finalmente, na Nova Zelândia, a questão fez sua primeira aparição na mesma edição do ranking, a vigésima – em terceiro lugar, e em 26 de agosto ficou em sexto, por isso se tornou no 18º single de Madonna para chegar ao topo dez. Em janeiro de 2012, "Hanky Panky" ficou em 44º lugar entre os 100 singles mais bem sucedidos da Sire Records.

### Tabelas semanais
| Tabela musical (1990)               | Melhor posição |
| ----------------------------------- | -------------- |
| Alemanha (GfK Entertainment Charts) | 21             |
| Austrália (ARIA Charts)             | 6              |
| Áustria (Ö3 Austria Top 40)         | 20             |
| Bélgica (Ultratop de Flandres)      | 15             |
| Canadá (RPM)                        | 18             |
| Estados Unidos (Billboard 100)      | 10             |
| Europa (European Hot 100 Singles)   | 4              |
| Irlanda (IRMA)                      | 3              |
| Itália (FIMI)                       | 4              |
| Nova Zelândia (Recorded Music NZ)   | 6              |
| Países Baixos (Dutch Top 40)        | 13             |
| Países Baixos (Single Top 100)      | 21             |
| Reino Unido (UK Singles Chart)      | 1              |
| Suíça (Schweizer Hitparade)         | 15             |

| Tabela musical (1990)   | Posição |
| ----------------------- | ------- |
| Austrália (ARIA Charts) | 45      |
| Itália (FIMI)           | 38      |

| Região                                         | Certificação | Vendas   |
| ---------------------------------------------- | ------------ | -------- |
| Estados Unidos (RIAA)                          | Ouro         | 500,000^ |
| Reino Unido (BPI)                              | Ouro         | 210,000  |
| ^distribuições baseadas apenas na certificação |              |          |